# 밀란 바로시
밀란 바로시(체코어: Milan Baroš, IPA: [ˈmɪlan ˈbaroʃ], 1981년 10월 28일, 체코슬로바키아 발라슈스케메지르지치 ~ )는 체코의 전 축구 선수이다. 포지션은 스트라이커였다.
2008-09 시즌에 터키 쉬페르 리그에서 20골을 득점해 그 시즌 리그 득점왕에 올랐으며, 유로 2004에서 5골을 넣어 골든 부트를 수상한 바 있다. 이전에는 리버풀, 애스턴 빌라, 올랭피크 리옹 등에서 선수 생활을 하였다.

## 선수 생활
바로시는 비간티체 (Vigantice), 로즈노프 p. 라드호슈템 (Rožnov p. Radhoštěm), 바니크 오스트라바 유스에서 성장해, 1998년 18세의 나이에 체코의 바니크 오스트라바에서 프로 선수 생활을 시작하였다. 2000년 시드니 올림픽에 체코 대표팀의 구성원으로 출전했으나, 당시에는 무명 선수였고, 2002년 그의 재능을 주목한 당시 리버풀의 감독 제라르 울리에의 눈에 띄면서 리버풀로 이적하였다. 초기에는 쟁쟁한 선수들에 가려 벤치 멤버로 있었으나, 2002-03 시즌 27경기에서 9골을 넣으며 시즌을 마쳤으며, 다음 시즌에는 심각한 무릎 부상으로 전력에서 이탈하면서 오랜 공백기를 가졌다.
2004년 체코 대표로 UEFA 유로 2004에서 5골을 기록하며 득점왕에 올랐고, 2004-05 시즌에 스페인의 바르셀로나와 레알 마드리드가 관심을 보였지만, 리버풀에 잔류하였다. 이 해 리버풀에서 역사적인 UEFA 챔피언스리그 우승을 맛봤으며, 라파엘 베니테스와의 마찰로 인해 독일에서 개최되는 FIFA 월드컵을 앞두고 애스턴 빌라로 이적하였다. 그러나, 애스턴 빌라 이적 후 부진하며 기대하고 있던 많은 팬의 실망을 샀고, 2007년 욘 카레브와의 교환으로 올랭피크 리옹으로 이적하였다. 하지만 2006-07 시즌 12경기 4골, 2007-08 시즌 12경기 3골에 그쳤으며, 2008년에는 포츠머스에 임대되었으나, 이곳에서도 별다른 활약을 하진 못했다.
2008년 8월 터키의 갈라타사라이 SK로 이적하였고, 2008-09 시즌 팀은 터키 쉬페르리그 5위에 그쳤으나, 자신은 20골을 기록해 시즌 최다 득점자가 되었다. 2009년 4월 매춘부와 함께 레스토랑에서 음식 파티를 한 것이 발각되어, 토마시 우이팔루시, 마레크 마테요프스키, 라도슬라프 코바치, 마르틴 페닌, 바츨라프 스베르코시와 함께 대표팀에서 추방되었으나, 그 해 8월 벨기에와의 친선 경기에서 대표팀에 복귀하였다.

## 경력
- 2000년 하계 올림픽 국가대표
- 2002년 UEFA U-21 축구 선수권 대회 국가대표
- UEFA 유로 2004 국가대표
- 2006년 FIFA 월드컵 국가대표
- UEFA 유로 2008 국가대표
- UEFA 유로 2012 국가대표

## 수상
리버풀
- 2002-03 풋볼 리그 컵 우승
- 2004-05 UEFA 챔피언스리그 우승

 올랭피크 리옹
- 2006-07 리그 1 우승
- 2007년 트로페 데 샹피옹 우승

 포츠머스
- 2007-08 FA 컵 우승

 갈라타사라이
- 2011-12 쉬페르리그 우승
- 2012년 쉬페르쿠파 우승

 체코
- 2002년 UEFA U-21 축구 선수권 대회 우승
- UEFA 유로 2004 4강

개인
- UEFA 유럽 축구 선수권 대회 득점왕 : 2004
- UEFA 유럽 축구 선수권 대회 올스타팀 : 2004
- UEFA 유로 2004 맨 오브 더 매치 : 체코 vs 라트비아 조별리그, 체코 vs 덴마크 8강전
- 쉬페르리그 득점왕 : 2008-09
- 체코 올해의 유망주 : 2000